# 藤原輔公
藤原 輔公（ふじわら の すけきみ）は、平安時代中期の貴族。藤原北家山蔭流、参議・藤原安親の孫。備中守・藤原清通の子。官位は従四位下・右馬頭。

## 経歴
長徳年間（995年-999年）に右衛門尉兼六位蔵人を務める。のち、従五位下・三河守に叙任されて地方官に転じた。
一条朝末の寛弘7年（1010年）右衛門佐に任ぜられると、のち右馬頭を務めるなど、三条朝から後一条朝初頭にかけて武官を務めた。またこの間の寛仁年間（1017年-1020年）に大和守も兼ね、位階は従四位下に至る。

## 逸話
寛弘年間（1004年-1013年）に大和国の国司であった輔公は、山城国・大和国・伊賀国にまたがる荘園の領主であったにもかかわらず租税を納めていなかった藤原清廉に対し、彼の嫌いな猫を呼び寄せて年貢を納めさせたという。但し、この逸話が真実かどうか、あるいは実在した輔公に纏わる話なのかについては定かではない。

## 官歴
- 長徳元年（995年） 8月29日：見六位蔵人[2]。12月25日：見右衛門尉[2]
- 時期不詳：従五位下
- 寛弘元年（1004年） 3月22日：見三河守[3]
- 寛弘7年（1010年） 3月30日：右衛門佐[3]
- 長和2年（1013年） 8月26日：見右衛門佐正五位下[4]
- 寛仁元年（1017年） 8月10日：見従四位下[5]。9月25日：見右馬頭兼大和守[6]

## 系譜
- 父：藤原清通
- 母：不詳
- 妻：大江清通の娘
  - 男子：藤原成経
  - 男子：藤原善経
  - 男子：藤原頼宣
  - 男子：藤原定房
  - 男子：藤原教任